# Kosovos herrlandslag i fotboll
Kosovos herrlandslag i fotboll (albanska: Përfaqësuesja e futbollit të Kosovës, Serbiska: Fudbalska reprezentacija Kosova), Kosovos nationella fotbollslag, organiseras av fotbollsförbundet i Kosovo, det styrande organet för fotbollen i Kosovo. Den 3 maj 2016 blev Kosovo medlem i Uefa och den 13 maj samma år blev de även medlemmar i Fifa. Därmed fick de spela sina första kvalmatcher inför VM 2018 och EM 2020.  Laget styrs av fotbollsförbundet Federata e Futbollit e Kosovës.

## Historia
Den första inofficiella matchen för Kosovo var mot Albanien 14 februari 1993. Den första officiella vänskapsmatchen för Kosovo efter att FIFA gett tillåtelse att spela sådana matcher var mot Haiti den 5 mars 2014 där matchen slutade 0-0. Den första kvalmatchen till ett mästerskap var mot Finland 5 september 2016 med resultatet 1-1.

### Kval till VM i Ryssland 2018
| Nr | UEFA – I ( ) | S  | V | O | F | GM | IM | MS  | P  |
| -- | ------------ | -- | - | - | - | -- | -- | --- | -- |
| 1  | Island       | 10 | 7 | 1 | 2 | 16 | 7  | +9  | 22 |
| 2  | Kroatien     | 10 | 6 | 2 | 2 | 15 | 4  | +11 | 20 |
| 3  | Ukraina      | 10 | 5 | 2 | 3 | 13 | 9  | +4  | 17 |
| 4  | Turkiet      | 10 | 4 | 3 | 3 | 14 | 13 | +1  | 15 |
| 5  | Finland      | 10 | 2 | 3 | 5 | 9  | 13 | −4  | 9  |
| 6  | Kosovo       | 10 | 0 | 1 | 9 | 3  | 24 | −21 | 1  |

Kosovo debuterade i Kvalspelet till världsmästerskapet i fotboll 2018 i Ryssland. Kosovo fick en ganska tuff grupp att spela mot. Där fanns det landslag som Kroatien, Island, Ukraina och Turkiet samt Finland som ett mindre hot. Man inledde bra med oavgjort borta mot Finland i Åbo 1-1. Målet gjordes av Valon Berisha via en straffspark i den 60:e matchminuten. Därefter följdes det av 9 raka förluster. I hela kvalet gjorde man tre mål. Förutom Berishas mål mot Finland gjorde Atdhe Nuhiu mål mot Island (1-2) samt Amir Rrahmani mot Turkiet (1-4).

### Kval till EM 2020
| Nr | Lag        | S | V | O | F | GM | IM | MS  | P  |
| -- | ---------- | - | - | - | - | -- | -- | --- | -- |
| 1  | England    | 8 | 7 | 0 | 1 | 37 | 6  | +31 | 21 |
| 2  | Tjeckien   | 8 | 5 | 0 | 3 | 13 | 11 | +2  | 15 |
| 3  | Kosovo     | 8 | 3 | 2 | 3 | 13 | 16 | −3  | 11 |
| 4  | Bulgarien  | 8 | 1 | 3 | 4 | 6  | 17 | −11 | 6  |
| 5  | Montenegro | 8 | 0 | 3 | 5 | 3  | 22 | −19 | 3  |

| Hemma \ Borta |     |     |     |     |     |
| Bulgarien     | —   | 0–6 | 2–3 | 1–1 | 1–0 |
| England       | 4–0 | —   | 5–3 | 7–0 | 5–0 |
| Kosovo        | 1–1 | 0–4 | —   | 2–0 | 2–1 |
| Montenegro    | 0–0 | 1–5 | 1–1 | —   | 0–3 |
| Tjeckien      | 2–1 | 2–1 | 2–1 | 3–0 | —   |

## Tävlingsrekord

### Världsmästerskap i fotboll
| VM-rekord | VM-rekord                            | VM-rekord                            | VM-rekord                            | VM-rekord                            | VM-rekord                            | VM-rekord                            | VM-rekord                            | VM-rekord                            | VM-kval                              | VM-kval                              | VM-kval                              | VM-kval                              | VM-kval                              | VM-kval                              | VM-kval                              |                 |
| År        | Runda                                | Position                             | S                                    | V                                    | O *                                  | F                                    | GM                                   | IM                                   | Position                             | S                                    | V                                    | O *                                  | F                                    | GM                                   | IM                                   |                 |
| --------- | ------------------------------------ | ------------------------------------ | ------------------------------------ | ------------------------------------ | ------------------------------------ | ------------------------------------ | ------------------------------------ | ------------------------------------ | ------------------------------------ | ------------------------------------ | ------------------------------------ | ------------------------------------ | ------------------------------------ | ------------------------------------ | ------------------------------------ | --------------- |
| 1930      | Var en del av Kungariket Jugoslavien | Var en del av Kungariket Jugoslavien | Var en del av Kungariket Jugoslavien | Var en del av Kungariket Jugoslavien | Var en del av Kungariket Jugoslavien | Var en del av Kungariket Jugoslavien | Var en del av Kungariket Jugoslavien | Var en del av Kungariket Jugoslavien | Var en del av Kungariket Jugoslavien | Var en del av Kungariket Jugoslavien | Var en del av Kungariket Jugoslavien | Var en del av Kungariket Jugoslavien | Var en del av Kungariket Jugoslavien | Var en del av Kungariket Jugoslavien | Var en del av Kungariket Jugoslavien |                 |
| 1934      | Var en del av Kungariket Jugoslavien | Var en del av Kungariket Jugoslavien | Var en del av Kungariket Jugoslavien | Var en del av Kungariket Jugoslavien | Var en del av Kungariket Jugoslavien | Var en del av Kungariket Jugoslavien | Var en del av Kungariket Jugoslavien | Var en del av Kungariket Jugoslavien | Var en del av Kungariket Jugoslavien | Var en del av Kungariket Jugoslavien | Var en del av Kungariket Jugoslavien | Var en del av Kungariket Jugoslavien | Var en del av Kungariket Jugoslavien | Var en del av Kungariket Jugoslavien | Var en del av Kungariket Jugoslavien |                 |
| 1938      | Var en del av Kungariket Jugoslavien | Var en del av Kungariket Jugoslavien | Var en del av Kungariket Jugoslavien | Var en del av Kungariket Jugoslavien | Var en del av Kungariket Jugoslavien | Var en del av Kungariket Jugoslavien | Var en del av Kungariket Jugoslavien | Var en del av Kungariket Jugoslavien | Var en del av Kungariket Jugoslavien | Var en del av Kungariket Jugoslavien | Var en del av Kungariket Jugoslavien | Var en del av Kungariket Jugoslavien | Var en del av Kungariket Jugoslavien | Var en del av Kungariket Jugoslavien | Var en del av Kungariket Jugoslavien |                 |
| 1950      | Var en del av SFR Jugoslavien        | Var en del av SFR Jugoslavien        | Var en del av SFR Jugoslavien        | Var en del av SFR Jugoslavien        | Var en del av SFR Jugoslavien        | Var en del av SFR Jugoslavien        | Var en del av SFR Jugoslavien        | Var en del av SFR Jugoslavien        | Var en del av SFR Jugoslavien        | Var en del av SFR Jugoslavien        | Var en del av SFR Jugoslavien        | Var en del av SFR Jugoslavien        | Var en del av SFR Jugoslavien        | Var en del av SFR Jugoslavien        | Var en del av SFR Jugoslavien        |                 |
| 1954      | Var en del av SFR Jugoslavien        | Var en del av SFR Jugoslavien        | Var en del av SFR Jugoslavien        | Var en del av SFR Jugoslavien        | Var en del av SFR Jugoslavien        | Var en del av SFR Jugoslavien        | Var en del av SFR Jugoslavien        | Var en del av SFR Jugoslavien        | Var en del av SFR Jugoslavien        | Var en del av SFR Jugoslavien        | Var en del av SFR Jugoslavien        | Var en del av SFR Jugoslavien        | Var en del av SFR Jugoslavien        | Var en del av SFR Jugoslavien        | Var en del av SFR Jugoslavien        |                 |
| 1958      | Var en del av SFR Jugoslavien        | Var en del av SFR Jugoslavien        | Var en del av SFR Jugoslavien        | Var en del av SFR Jugoslavien        | Var en del av SFR Jugoslavien        | Var en del av SFR Jugoslavien        | Var en del av SFR Jugoslavien        | Var en del av SFR Jugoslavien        | Var en del av SFR Jugoslavien        | Var en del av SFR Jugoslavien        | Var en del av SFR Jugoslavien        | Var en del av SFR Jugoslavien        | Var en del av SFR Jugoslavien        | Var en del av SFR Jugoslavien        | Var en del av SFR Jugoslavien        |                 |
| 1962      | Var en del av SFR Jugoslavien        | Var en del av SFR Jugoslavien        | Var en del av SFR Jugoslavien        | Var en del av SFR Jugoslavien        | Var en del av SFR Jugoslavien        | Var en del av SFR Jugoslavien        | Var en del av SFR Jugoslavien        | Var en del av SFR Jugoslavien        | Var en del av SFR Jugoslavien        | Var en del av SFR Jugoslavien        | Var en del av SFR Jugoslavien        | Var en del av SFR Jugoslavien        | Var en del av SFR Jugoslavien        | Var en del av SFR Jugoslavien        | Var en del av SFR Jugoslavien        |                 |
| 1966      | Var en del av SFR Jugoslavien        | Var en del av SFR Jugoslavien        | Var en del av SFR Jugoslavien        | Var en del av SFR Jugoslavien        | Var en del av SFR Jugoslavien        | Var en del av SFR Jugoslavien        | Var en del av SFR Jugoslavien        | Var en del av SFR Jugoslavien        | Var en del av SFR Jugoslavien        | Var en del av SFR Jugoslavien        | Var en del av SFR Jugoslavien        | Var en del av SFR Jugoslavien        | Var en del av SFR Jugoslavien        | Var en del av SFR Jugoslavien        | Var en del av SFR Jugoslavien        |                 |
| 1970      | Var en del av SFR Jugoslavien        | Var en del av SFR Jugoslavien        | Var en del av SFR Jugoslavien        | Var en del av SFR Jugoslavien        | Var en del av SFR Jugoslavien        | Var en del av SFR Jugoslavien        | Var en del av SFR Jugoslavien        | Var en del av SFR Jugoslavien        | Var en del av SFR Jugoslavien        | Var en del av SFR Jugoslavien        | Var en del av SFR Jugoslavien        | Var en del av SFR Jugoslavien        | Var en del av SFR Jugoslavien        | Var en del av SFR Jugoslavien        | Var en del av SFR Jugoslavien        |                 |
| 1974      | Var en del av SFR Jugoslavien        | Var en del av SFR Jugoslavien        | Var en del av SFR Jugoslavien        | Var en del av SFR Jugoslavien        | Var en del av SFR Jugoslavien        | Var en del av SFR Jugoslavien        | Var en del av SFR Jugoslavien        | Var en del av SFR Jugoslavien        | Var en del av SFR Jugoslavien        | Var en del av SFR Jugoslavien        | Var en del av SFR Jugoslavien        | Var en del av SFR Jugoslavien        | Var en del av SFR Jugoslavien        | Var en del av SFR Jugoslavien        | Var en del av SFR Jugoslavien        |                 |
| 1978      | Var en del av SFR Jugoslavien        | Var en del av SFR Jugoslavien        | Var en del av SFR Jugoslavien        | Var en del av SFR Jugoslavien        | Var en del av SFR Jugoslavien        | Var en del av SFR Jugoslavien        | Var en del av SFR Jugoslavien        | Var en del av SFR Jugoslavien        | Var en del av SFR Jugoslavien        | Var en del av SFR Jugoslavien        | Var en del av SFR Jugoslavien        | Var en del av SFR Jugoslavien        | Var en del av SFR Jugoslavien        | Var en del av SFR Jugoslavien        | Var en del av SFR Jugoslavien        |                 |
| 1982      | Var en del av SFR Jugoslavien        | Var en del av SFR Jugoslavien        | Var en del av SFR Jugoslavien        | Var en del av SFR Jugoslavien        | Var en del av SFR Jugoslavien        | Var en del av SFR Jugoslavien        | Var en del av SFR Jugoslavien        | Var en del av SFR Jugoslavien        | Var en del av SFR Jugoslavien        | Var en del av SFR Jugoslavien        | Var en del av SFR Jugoslavien        | Var en del av SFR Jugoslavien        | Var en del av SFR Jugoslavien        | Var en del av SFR Jugoslavien        | Var en del av SFR Jugoslavien        |                 |
| 1986      | Var en del av SFR Jugoslavien        | Var en del av SFR Jugoslavien        | Var en del av SFR Jugoslavien        | Var en del av SFR Jugoslavien        | Var en del av SFR Jugoslavien        | Var en del av SFR Jugoslavien        | Var en del av SFR Jugoslavien        | Var en del av SFR Jugoslavien        | Var en del av SFR Jugoslavien        | Var en del av SFR Jugoslavien        | Var en del av SFR Jugoslavien        | Var en del av SFR Jugoslavien        | Var en del av SFR Jugoslavien        | Var en del av SFR Jugoslavien        | Var en del av SFR Jugoslavien        |                 |
| 1990      | Var en del av SFR Jugoslavien        | Var en del av SFR Jugoslavien        | Var en del av SFR Jugoslavien        | Var en del av SFR Jugoslavien        | Var en del av SFR Jugoslavien        | Var en del av SFR Jugoslavien        | Var en del av SFR Jugoslavien        | Var en del av SFR Jugoslavien        | Var en del av SFR Jugoslavien        | Var en del av SFR Jugoslavien        | Var en del av SFR Jugoslavien        | Var en del av SFR Jugoslavien        | Var en del av SFR Jugoslavien        | Var en del av SFR Jugoslavien        | Var en del av SFR Jugoslavien        |                 |
| 1994      | Var en del av FR Jugoslavien         | Var en del av FR Jugoslavien         | Var en del av FR Jugoslavien         | Var en del av FR Jugoslavien         | Var en del av FR Jugoslavien         | Var en del av FR Jugoslavien         | Var en del av FR Jugoslavien         | Var en del av FR Jugoslavien         | Var en del av FR Jugoslavien         | Var en del av FR Jugoslavien         | Var en del av FR Jugoslavien         | Var en del av FR Jugoslavien         | Var en del av FR Jugoslavien         | Var en del av FR Jugoslavien         | Var en del av FR Jugoslavien         |                 |
| 1998      | Var en del av FR Jugoslavien         | Var en del av FR Jugoslavien         | Var en del av FR Jugoslavien         | Var en del av FR Jugoslavien         | Var en del av FR Jugoslavien         | Var en del av FR Jugoslavien         | Var en del av FR Jugoslavien         | Var en del av FR Jugoslavien         | Var en del av FR Jugoslavien         | Var en del av FR Jugoslavien         | Var en del av FR Jugoslavien         | Var en del av FR Jugoslavien         | Var en del av FR Jugoslavien         | Var en del av FR Jugoslavien         | Var en del av FR Jugoslavien         |                 |
| 2002      | Var en del av FR Jugoslavien         | Var en del av FR Jugoslavien         | Var en del av FR Jugoslavien         | Var en del av FR Jugoslavien         | Var en del av FR Jugoslavien         | Var en del av FR Jugoslavien         | Var en del av FR Jugoslavien         | Var en del av FR Jugoslavien         | Var en del av FR Jugoslavien         | Var en del av FR Jugoslavien         | Var en del av FR Jugoslavien         | Var en del av FR Jugoslavien         | Var en del av FR Jugoslavien         | Var en del av FR Jugoslavien         | Var en del av FR Jugoslavien         |                 |
| 2006      | Var en del av Serbien och Montenegro | Var en del av Serbien och Montenegro | Var en del av Serbien och Montenegro | Var en del av Serbien och Montenegro | Var en del av Serbien och Montenegro | Var en del av Serbien och Montenegro | Var en del av Serbien och Montenegro | Var en del av Serbien och Montenegro | Var en del av Serbien och Montenegro | Var en del av Serbien och Montenegro | Var en del av Serbien och Montenegro | Var en del av Serbien och Montenegro | Var en del av Serbien och Montenegro | Var en del av Serbien och Montenegro | Var en del av Serbien och Montenegro |                 |
| 2010      | Inte medlem i FIFA                   | Inte medlem i FIFA                   | Inte medlem i FIFA                   | Inte medlem i FIFA                   | Inte medlem i FIFA                   | Inte medlem i FIFA                   | Inte medlem i FIFA                   | Inte medlem i FIFA                   | Inte medlem i FIFA                   | Inte medlem i FIFA                   | Inte medlem i FIFA                   | Inte medlem i FIFA                   | Inte medlem i FIFA                   | Inte medlem i FIFA                   | Inte medlem i FIFA                   |                 |
| 2014      | Inte medlem i FIFA                   | Inte medlem i FIFA                   | Inte medlem i FIFA                   | Inte medlem i FIFA                   | Inte medlem i FIFA                   | Inte medlem i FIFA                   | Inte medlem i FIFA                   | Inte medlem i FIFA                   | Inte medlem i FIFA                   | Inte medlem i FIFA                   | Inte medlem i FIFA                   | Inte medlem i FIFA                   | Inte medlem i FIFA                   | Inte medlem i FIFA                   | Inte medlem i FIFA                   |                 |
| 2018      | Ej kvalificerat                      | Ej kvalificerat                      | Ej kvalificerat                      | Ej kvalificerat                      | Ej kvalificerat                      | Ej kvalificerat                      | Ej kvalificerat                      | Ej kvalificerat                      | Ej kvalificerat                      | Ej kvalificerat                      | Ej kvalificerat                      | Ej kvalificerat                      | Ej kvalificerat                      | Ej kvalificerat                      | Ej kvalificerat                      |                 |
| 2022      | Ej kvalificerat                      | Ej kvalificerat                      | Ej kvalificerat                      | Ej kvalificerat                      | Ej kvalificerat                      | Ej kvalificerat                      | Ej kvalificerat                      | Ej kvalificerat                      | Ej kvalificerat                      | Ej kvalificerat                      | Ej kvalificerat                      | Ej kvalificerat                      | Ej kvalificerat                      | Ej kvalificerat                      | Ej kvalificerat                      | Ej kvalificerat |
| Totalt    | Bäst: –                              | 0/1                                  | 0                                    | 0                                    | 0                                    | 0                                    | 0                                    | 0                                    | Totalt                               | 10                                   | 0                                    | 1                                    | 9                                    | 3                                    | 24                                   |                 |

## Nuvarande trupp
Följande spelare är uttagna till VM-kvalet mot Sverige den 10 oktober och mot Georgien den 14 oktober 2021.
Landskamper och mål per den 8 september 2021 efter matchen mot Georgien.
| Nr | Pos. | Namn                | Födelsedatum (ålder) | Matcher | Mål |               | Klubb           |
| -- | ---- | ------------------- | -------------------- | ------- | --- | ------------- | --------------- |
| 1  | MV   | Samir Ujkani        | 5 juli 1988          | 32      | 0   | Italien       | Empoli          |
| 12 | MV   | Arijanet Murić      | 7 november 1998      | 21      | 0   | Turkiet       | Adana Demirspor |
| 16 | MV   | Visar Bekaj         | 24 maj 1997          | 4       | 0   | Albanien      | Tirana          |
|    |      |                     |                      |         |     |               |                 |
| 13 | F    | Amir Rrahmani       | 24 februari 1994     | 41      | 5   | Italien       | Napoli          |
| 15 | F    | Mërgim Vojvoda      | 1 februari 1995      | 41      | 1   | Italien       | Torino          |
| 3  | F    | Fidan Aliti         | 3 oktober 1993       | 37      | 0   | Schweiz       | Zürich          |
| 2  | F    | Florent Hadergjonaj | 31 juli 1994         | 22      | 1   | Turkiet       | Kasımpaşa       |
| 20 | F    | Ibrahim Drešević    | 24 januari 1997      | 14      | 0   | Nederländerna | Heerenveen      |
| 6  | F    | Betim Fazliji       | 25 april 1999        | 7       | 0   | Schweiz       | St. Gallen      |
| 24 | F    | Lirim R. Kastrati   | 2 februari 1999      | 3       | 0   | Ungern        | Újpest          |
| 19 | F    | David Domgjoni      | 21 maj 1997          | 3       | 0   | Schweiz       | Luzern          |
| 4  | F    | Mirlind Kryeziu     | 26 januari 1997      | 1       | 0   | Schweiz       | Zürich          |
|    |      |                     |                      |         |     |               |                 |
| 7  | MF   | Milot Rashica       | 28 juni 1996         | 36      | 6   | England       | Norwich City    |
| 8  | MF   | Besar Halimi        | 12 december 1994     | 32      | 3   | Lettland      | Riga            |
| 9  | MF   | Bersant Celina      | 9 september 1996     | 31      | 2   | England       | Ipswich Town    |
| 5  | MF   | Herolind Shala      | 2 januari 1992       | 25      | 0   | Turkiet       | BB Erzurumspor  |
| 17 | MF   | Florian Loshaj      | 13 augusti 1996      | 9       | 0   | Polen         | Cracovia        |
| 23 | MF   | Zymer Bytyqi        | 11 september 1996    | 9       | 0   | Turkiet       | Konyaspor       |
| 10 | MF   | Florent Muslija     | 6 juli 1998          | 7       | 0   | Tyskland      | Hannover 96     |
| 14 | MF   | Toni Domgjoni       | 4 september 1998     | 0       | 0   | Nederländerna | Vitesse         |
|    |      |                     |                      |         |     |               |                 |
| 18 | A    | Vedat Muriqi        | 24 april 1994        | 35      | 18  | Italien       | Lazio           |
| 11 | A    | Elbasan Rashani     | 9 maj 1993           | 22      | 4   | Frankrike     | Clermont        |
| 21 | A    | Lirim M. Kastrati   | 16 januari 1999      | 17      | 1   | Polen         | Legia Warszawa  |
| 22 | A    | Astrit Selmani      | 13 maj 1997          | 2       | 0   | Sverige       | Hammarby IF     |

### Nyligen inkallade
Följande spelare har varit uttagna i det kosovanska landslaget de senaste 12 månaderna.
| Pos. | Namn               | Födelsedatum (ålder) | Matcher | Mål | Klubb                | Senaste inkallelsen          |
| ---- | ------------------ | -------------------- | ------- | --- | -------------------- | ---------------------------- |
| MV   | Betim Halimi       | 28 februari 1996     | 1       | 0   | Prishtina            | v. Gambia, 11 juni 2021      |
|      |                    |                      |         |     |                      |                              |
| F    | Armend Thaqi       | 10 oktober 1992      | 5       | 0   | Ballkani             | v. Spanien, 8 september 2021 |
| F    | Bajram Jashanica   | 25 september 1990    | 8       | 0   | Ballkani             | v. Gambia, 11 juni 2021      |
| F    | Destan Bajselmani  | 13 maj 1999          | 4       | 0   | PEC Zwolle           | v. Gambia, 11 juni 2021      |
| F    | Lavdrim Hajrullahu | 7 mars 1998          | 2       | 0   | Stade Lausanne Ouchy | v. Gambia, 11 juni 2021      |
| F    | Gledi Mici         | 6 februari 1991      | 0       | 0   | Prishtina            | v. Guinea, 8 juni 2021       |
| F    | Jetmir Haliti      | 14 september 1996    | 0       | 0   | AIK                  | v. Guinea, 8 juni 2021       |
| F    | Lumbardh Dellova   | 1 januari 1999       | 0       | 0   | Hajduk Split         | v. Guinea, 8 juni 2021       |
| F    | Bashkim Ajdini     | 10 december 1992     | 0       | 0   | Sandhausen           | v. Malta, 4 juni 2021        |
|      |                    |                      |         |     |                      |                              |
| MF   | Valon Berisha      | 7 februari 1993      | 29      | 3   | Reims                | v. Spanien, 8 september 2021 |
| MF   | Muharrem Jashari   | 21 februari 1998     | 1       | 0   | Drita                | v. Spanien, 8 september 2021 |
| MF   | Eroll Zejnullahu   | 19 oktober 1994      | 4       | 0   | Berliner AK          | v. Gambia, 11 juni 2021      |
| MF   | Rron Broja         | 9 april 1996         | 3       | 0   | Drita                | v. Gambia, 11 juni 2021      |
| MF   | Blendi Baftiu      | 17 februari 1998     | 2       | 0   | Ballkani             | v. Gambia, 11 juni 2021      |
| MF   | Donat Rrudhani     | 2 maj 1999           | 2       | 0   | Aarau                | v. Gambia, 11 juni 2021      |
| MF   | Mersim Asllani     | 7 juni 1999          | 2       | 0   | Stade Lausanne Ouchy | v. Gambia, 11 juni 2021      |
| MF   | Liridon Balaj      | 15 augusti 1999      | 2       | 0   | Aarau                | v. Gambia, 11 juni 2021      |
| MF   | Leonit Abazi       | 5 juli 1993          | 1       | 0   | Prishtina            | v. Guinea, 8 juni 2021       |
| MF   | Endrit Krasniqi    | 26 oktober 1994      | 0       | 0   | Prishtina            | v. Guinea, 8 juni 2021       |
| MF   | Hekuran Kryeziu    | 12 februari 1993     | 28      | 0   | Klubblös             | v. Malta, 4 juni 2021        |
| MF   | Arbër Zeneli       | 25 februari 1995     | 27      | 9   | Reims                | v. Malta, 4 juni 2021        |
| MF   | Idriz Voca         | 15 maj 1997          | 15      | 0   | Klubblös             | v. Malta, 4 juni 2021        |
| MF   | Blendi Idrizi      | 2 maj 1998           | 2       | 0   | Schalke 04           | v. Malta, 4 juni 2021        |
| MF   | Lorik Emini        | 29 augusti 1999      | 1       | 0   | Luzern               | v. Malta, 4 juni 2021        |
| MF   | Benjamin Kololli   | 15 maj 1992          | 23      | 4   | Shimizu S-Pulse      | v. Spanien, 31 mars 2021     |
| MF   | Edon Zhegrova      | 31 mars 1999         | 22      | 2   | Basel                | v. Spanien, 31 mars 2021     |
| MF   | Bernard Berisha    | 21 oktober 1991      | 20      | 1   | Akhmat Grozny        | v. Spanien, 31 mars 2021     |
| MF   | Florent Hasani     | 30 mars 1997         | 8       | 1   | Gyirmót              | v. Spanien, 31 mars 2021     |
|      |                    |                      |         |     |                      |                              |
| A    | Mirlind Daku       | 1 januari 1998       | 5       | 0   | Osijek               | v. Gambia, 11 juni 2021      |
| A    | Arb Manaj          | 23 juli 1998         | 3       | 1   | Bandırmaspor         | v. Gambia, 11 juni 2021      |
| A    | Arbër Hoxha        | 6 oktober 1998       | 3       | 1   | Lokomotiva           | v. Gambia, 11 juni 2021      |
| A    | Jetmir Topalli     | 7 februari 1998      | 3       | 0   | İstanbulspor         | v. Gambia, 11 juni 2021      |
| A    | Valmir Sulejmani   | 1 februari 1996      | 4       | 0   | Hannover 96          | v. Malta, 4 juni 2021        |

## Head-to-head
Head to head matcher sedan de blev officiella i UEFA och FIFA.
Uppdaterad den 8 juni 2025.
| Motståndarna     | S  | V  | O  | F  | GM  | IM  | MS  | Ref         |
| ---------------- | -- | -- | -- | -- | --- | --- | --- | ----------- |
| Grekland         | 6  | 0  | 3  | 3  | 3   | 7   | -4  |             |
| Cypern           | 4  | 4  | 0  | 0  | 14  | 1   | +13 |             |
| Färöarna         | 4  | 2  | 2  | 0  | 6   | 2   | +4  | H2H results |
| Island           | 4  | 2  | 0  | 2  | 6   | 6   | 0   | H2H results |
| Rumänien         | 4  | 0  | 1  | 3  | 0   | 8   | -8  |             |
| Albanien         | 3  | 1  | 1  | 1  | 6   | 4   | +2  |             |
| Armenien         | 3  | 2  | 1  | 0  | 8   | 4   | +4  |             |
| Litauen          | 3  | 3  | 0  | 0  | 7   | 1   | +6  |             |
| Malta            | 3  | 3  | 0  | 0  | 10  | 2   | +8  |             |
| Schweiz          | 3  | 0  | 3  | 0  | 4   | 4   | 0   |             |
| Sverige          | 3  | 0  | 0  | 3  | 0   | 7   | -7  |             |
| Turkiet          | 3  | 0  | 0  | 3  | 2   | 12  | -10 | H2H results |
| Andorra          | 2  | 1  | 1  | 0  | 4   | 1   | +3  |             |
| Azerbajdzjan     | 2  | 1  | 1  | 0  | 4   | 0   | +4  |             |
| Belarus          | 2  | 0  | 0  | 2  | 1   | 3   | -2  |             |
| Bulgarien        | 2  | 1  | 1  | 0  | 4   | 3   | +1  | H2H results |
| Burkina Faso     | 2  | 2  | 0  | 0  | 7   | 0   | +7  | H2H results |
| England          | 2  | 0  | 0  | 2  | 3   | 9   | -6  |             |
| Finland          | 2  | 0  | 1  | 1  | 1   | 2   | -1  | H2H results |
| Kroatien         | 2  | 0  | 0  | 2  | 0   | 7   | -7  | H2H results |
| Georgien         | 2  | 1  | 0  | 1  | 2   | 2   | 0   |             |
| Israel           | 2  | 1  | 1  | 0  | 1   | 0   | +1  |             |
| Moldavien        | 2  | 1  | 1  | 0  | 2   | 1   | +1  |             |
| Montenegro       | 2  | 1  | 1  | 0  | 3   | 1   | +2  |             |
| Nordirland       | 2  | 1  | 0  | 1  | 4   | 4   | 0   |             |
| Slovenien        | 2  | 0  | 0  | 2  | 1   | 3   | -2  |             |
| Spanien          | 2  | 0  | 0  | 2  | 1   | 5   | -4  |             |
| Tjeckien         | 2  | 1  | 0  | 1  | 3   | 3   | 0   |             |
| Ukraina          | 2  | 0  | 0  | 2  | 0   | 5   | -5  | H2H results |
| Danmark          | 1  | 0  | 1  | 0  | 2   | 2   | 0   |             |
| Ekvatorialguinea | 1  | 1  | 0  | 0  | 2   | 0   | +2  |             |
| Gambia           | 1  | 1  | 0  | 0  | 1   | 0   | +1  |             |
| Gibraltar        | 1  | 1  | 0  | 0  | 1   | 0   | +1  |             |
| Guinea           | 1  | 0  | 0  | 1  | 1   | 2   | -1  |             |
| Haiti            | 1  | 0  | 0  | 1  | 1   | 2   | -1  |             |
| Jordanien        | 1  | 0  | 0  | 1  | 0   | 2   | -2  |             |
| Lettland         | 1  | 1  | 0  | 0  | 4   | 3   | +1  |             |
| Madagaskar       | 1  | 1  | 0  | 0  | 1   | 0   | +1  |             |
| Nordmakedonien   | 1  | 0  | 0  | 1  | 1   | 2   | -1  |             |
| Norge            | 1  | 0  | 0  | 1  | 0   | 3   | -3  |             |
| Oman             | 1  | 1  | 0  | 0  | 1   | 0   | +1  |             |
| San Marino       | 1  | 1  | 0  | 0  | 4   | 1   | +3  |             |
| Senegal          | 1  | 0  | 0  | 1  | 1   | 3   | -2  |             |
| Ungern           | 1  | 0  | 0  | 1  | 0   | 2   | -2  |             |
| 44 Länder        | 92 | 35 | 19 | 37 | 126 | 127 | -1  |             |

## Tränarhistoria
Lista på förbundskaptener sedan de blev godkända i UEFA och FIFA.
1. Albert Bunjaki (2009–2017)
2. Bernard Challandes (2018–2021)
3. Alain Giresse (2022–2023)
4. Primož Gliha (2023)
5. Franco Foda (2024–)